# 科阿泽
科阿泽（意大利语：Coazze），是意大利北部皮埃蒙特大区都灵省的一个市镇。总面积56.5平方公里，总人口3339，人口密度59.1人/平方公里（2010年12月31日）。

## 友好城市
- 法國 德卡兹维尔